# Nier: Automata
Nier: Automata (ニーア オートマタ, Nīa Ōtomata, stylisé NieR:Automata) est un jeu vidéo de type action-RPG, hack and slash et shoot em up sorti en 2017, développé par PlatinumGames et édité par Square Enix. Il est sorti le 23 février 2017 au Japon, le 7 mars en Amérique du Nord, le 10 mars en Europe et en Australie sur PlayStation 4, et le 17 mars 2017 sur Microsoft Windows. Une version intitulée Nier: Automata - Become As Gods Edition, comprenant tous les DLC, est sorti le 26 juin 2018 sur Xbox One uniquement en téléchargement. Enfin, un portage sous-titré The End of YoRHa Edition sort le 6 octobre 2022 sur Nintendo Switch.
Le jeu se déroule dans le même univers que celui de Nier, un spin-off de la série Drakengard. Se déroulant au cœur d'une guerre par procuration entre les machines créées par les envahisseurs d'un autre monde et les restes de l'humanité, l'histoire suit les batailles de l'androïde de combat 2B, son compagnon 9S, et le prototype obsolète A2.
Le développement commence en 2014, avec le créateur de la série Yoko Taro, le producteur Yosuke Saito, et le compositeur Keiichi Okabe qui reprennent leurs rôles respectifs. Atsushi Inaba œuvre en tant que coproducteur pour PlatinumGames, tandis que l'artiste Akihiko Yoshida conçoit les personnages principaux. L'objectif étant de créer un nouveau jeu Nier fidèle à l'esprit de l'original, tout en créant un meilleur gameplay d'action.

## Synopsis
En l'an 11945, la Terre a été abandonnée par les humains qui ont dû fuir vers la Lune après l'arrivée de machines extraterrestres organisées et puissantes. Au sol, seuls des androïdes sans nom sont envoyés pour combattre, contrôlée depuis une station orbitale, dans l'espoir de rendre la Terre habitable pour les humains. L'histoire est suivie du point de vue de trois androïdes du YoRHa, la dernière génération d'androïdes.
La première partie raconte le combat du point de vue du modèle YoRHa no 2 modèle B, raccourci en « 2B », androïde de combat calme et méthodique maniant deux armes et accompagné du Pod 042, qui va assister la Résistance, le groupe d'androïdes de la génération précédente qui supervise au sol le combat, et découvrir des groupes de machines ne voulant plus combattre.
La deuxième partie reprend le parcours de la première partie mais du point de vue de « 9S », l'androïde scanner qui a accompagné « 2B » pendant son exploration du monde, qui manie une seule arme mais peut pirater les machines, ce qui lui permettra d'en découvrir plus sur les motivations des machines, notamment celles d'Adam et Eve, deux machines humanoïdes créées par le réseau. Les première et deuxième parties se terminent avec les morts successives d'Adam puis d'Eve.
La troisième partie suit les personnages « A2 », un androïde de combat obsolète qui agit solitairement, et « 9S », où tant les machines que les androïdes deviennent fous à cause d'un virus informatique, massacrant tout sur leurs passages et s'autodétruisant jusqu'à remettre en cause la survie des machines et des androïdes. La troisième partie se termine avec les morts de « A2 » et de « 9S » lors d'un duel, tous deux tués par l'autre androïde.
La quatrième partie suit le joueur lui-même, devant sauver les androïdes.

## Système de jeu

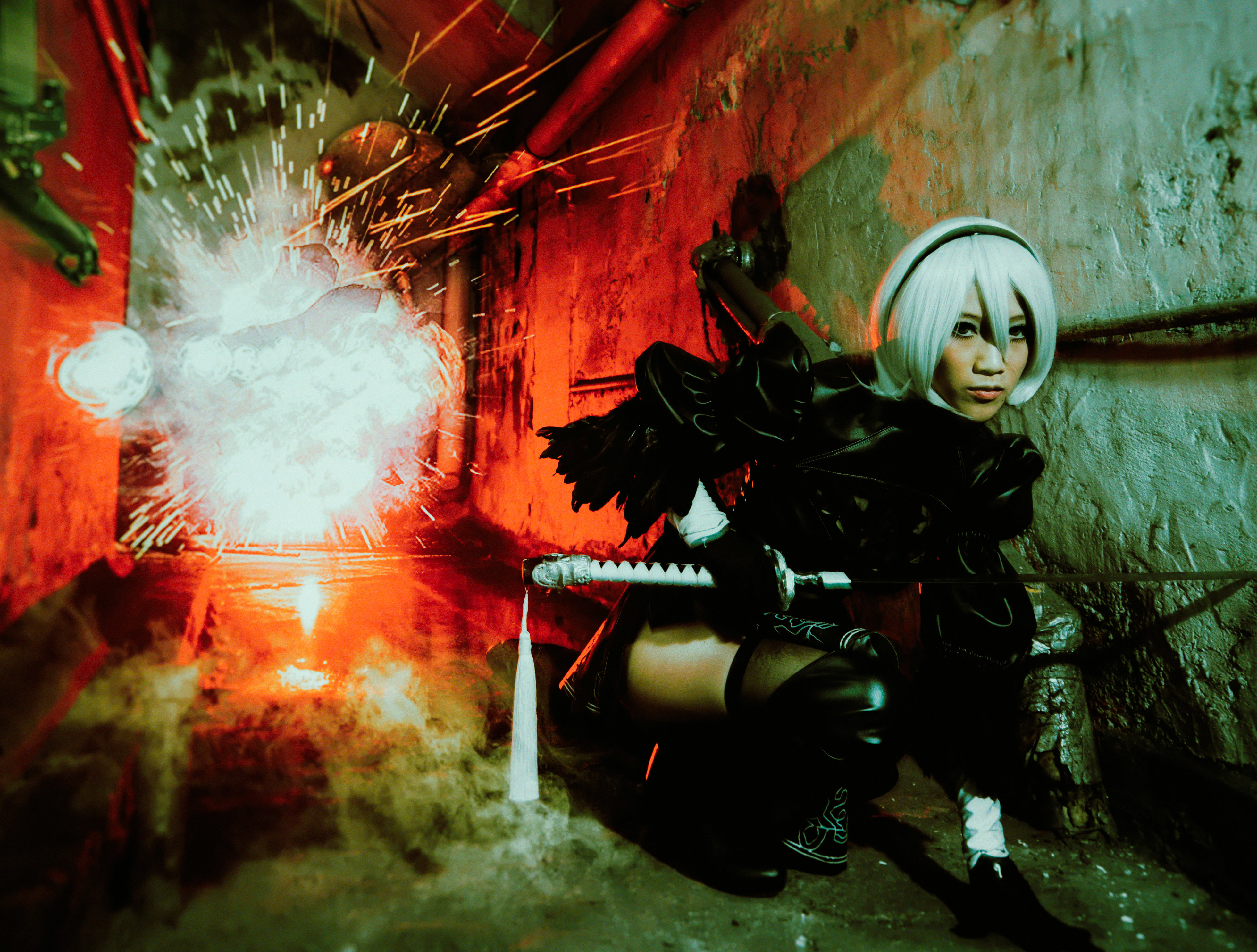
Cosplay de 2B.

NieR: Automata est un action-RPG prenant place dans un monde ouvert. Le système de jeu prend plusieurs formes, le plus souvent sous la forme d'un hack 'n' slash à la troisième personne permettant au joueur de réaliser des combos rappelant ceux de Bayonetta, le tout à l'aide d'armes de corps à corps et à distance variées. Le jeu propose également des phases de mini-jeux de piratage ramenant à une forme de shoot 'em up en 2D en vue du dessus,.
Il propose également des phases d'exploration ainsi que des quêtes variées allant de la collecte de ressources à des courses avec des robots.
Le jeu propose par ailleurs 26 fins différentes dont cinq principales se débloquant par les parties supplémentaires ou par certains choix du joueur.

## Développement du jeu

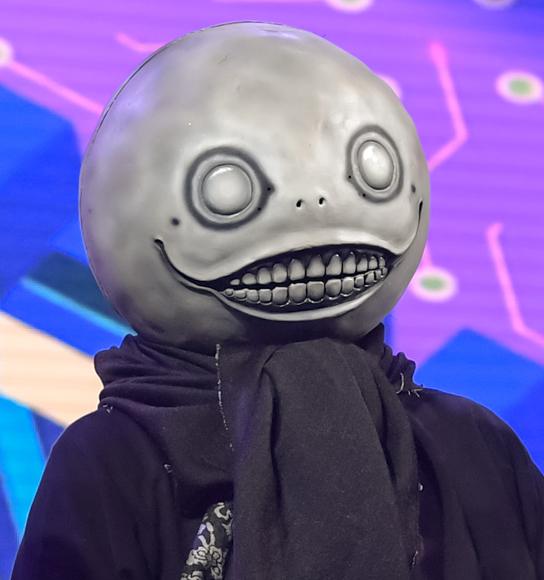
Yoko Taro.

Après la sortie de Nier, le réalisateur Yoko Taro et le producteur de Square Enix Yosuke Saito ont souhaité créer une suite. Lorsque Saito en a parlé au producteur adjoint Yuki Yokoyama, ce dernier n'était pas disposé à le faire en raison des faibles ventes du jeu original. Cependant, après l'accueil positif des fans du premier Nier, Square Enix et l'équipe principale qui avait travaillé sur le jeu original étaient prêts à poursuivre la suite de Nier, mais souhaitaient également créer une meilleure expérience de jeu, davantage axée sur l'action. Ils ont donc contacté PlatinumGames, qui s'était forgé une réputation pour des jeux d'action de grande qualité tels que Bayonetta (2009) et Metal Gear Rising : Revengeance (2013),. La collaboration a été convenue à deux conditions : qu'Yoko devienne réalisateur, et qu'il soit présent pour aider à la production. Cette dernière condition a nécessité le déménagement de Yoko de Tokyo à Osaka, où se trouvait PlatinumGames. Bien que Taro n'ait pas été très enthousiaste à l'idée de cette collaboration, l'équipe de PlatinumGames souhaitait travailler sur un jeu Nier depuis sa sortie, leur enthousiasme et leur désir de rester fidèle à l'original ont apaisé ses doutes. Le designer Takahisa Taura souhaitait également créer une suite à Nier avant que Square Enix ne prenne contact avec la société. PlatinumGames s'est chargé du développement primaire du jeu, tandis que Square Enix a supervisé et rassemblé de nombreux membres du personnel et travaillé sur l'environnement sonore.
Le plan initial était de faire le jeu pour les plateformes mobiles ou bien la PlayStation Vita (Yoko affirme qu'ils avaient l'intention de le rendre similaire au simulateur d'agriculture Farmville (2009)) mais il a rapidement été décidé de développer le jeu pour PlayStation 4 à la place,. Le jeu a été coproduit par Saito et Eijiro Nishimura. La production a commencé en 2014, dont six mois de pré-production. Elle comprenait une grande partie du personnel du Nier original,. Les premières relations entre Yoko et le personnel de PlatinumGames étaient tendues, principalement en raison des horaires quotidiens différents dus au statut de freelance de Yoko. Un système de " temps libre " a été mis au point, permettant à Yoko de venir travailler quand cela était possible sans heurts, ce qui a permis d'aplanir les difficultés. Pendant la production, l'équipe a pris en compte les commentaires des fans et des critiques sur Nier et les opinions ultérieures sur le jeu. Les points qu'ils ont estimé devoir être traités allaient du design des personnages à la jouabilité en passant par les graphismes. Tout en améliorant ces points, ils ont également repris des aspects qui avaient été bien accueillis, comme la complexité de l'histoire et la musique du jeu. La majorité du développement a été prise en charge par PlatinumGames dans ses bureaux d'Osaka et de Tokyo, mais du personnel extérieur, comme Yoko, a également été engagé.

## Musique
Comme pour Nier ou encore Drakengard 3, la musique est composée par Keiichi Okabe, assisté de son équipe du studio Monaca Keigo Hoashi et Kuniyuki Takahashi. certains titres sont interprétés par la chanteuse et parolière anglo-japonaise Emi Evans, déjà présente dans l'OST du premier épisode ainsi que dans Drakengard 3, mais d’autres sont interprétés par la chanteuse américaine J’Nique Nicole. Certains titres, issus du premier Nier, ont été refaits avec une orchestration différente. Comme dans le premier épisode, Emi Evans a écrit les paroles des chansons de l'OST dans une langue imaginaire qui est un mélange entre l'anglais, le japonais, le français, le gaëlique et le portugais.

## Réception

### Critique
Les critiques sont globalement très positives, le jeu obtient un score Metacritic moyen de 88/100 sur PlayStation 4.
Le site spécialisé Polygon a déclaré Nier: Automata quatrième meilleur jeu de l'année (Game of the Year) 2017. La rédaction lui octroie une note de 8/10.
Le jeu est décerné meilleure bande originale de l'année aux Games Awards 2017.
Le site spécialisé IGN lui a octroyé une note de 8,9/10. Le site et magazine PC Gamer lui a donné la note de 79/100. Le site français Jeuxvideo.com lui a octroyé une note de 19/20.
Le site spécialisé Gamekult lui donne une note de 7/10 tout en applaudissant sa narration, ses personnages et sa bande-son.

### Ventes

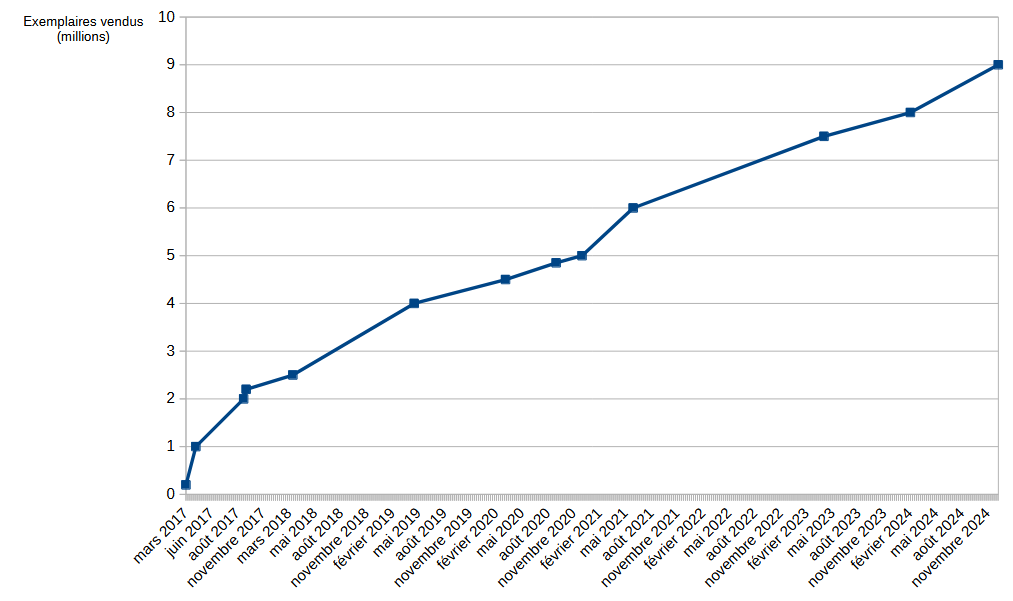
Nombre de ventes du jeu.

Le jeu s’est vendu à 198 542 exemplaires lors de sa première semaine de sortie au Japon, prenant la première place des ventes. Il dépasse ainsi les ventes de Nier (premier du nom) lors de sa sortie 2010,.
Début avril 2017, l'éditeur annonce avoir vendu plus d'un million d'exemplaires de son jeu. Le 21 septembre 2017, la barre des 2 millions d'unités est franchie. Au 30 septembre 2017, le jeu s'est vendu à 2,2 millions d'exemplaires dans le monde.
En mars 2018, 2,5 millions d'exemplaires se sont vendus.
Le 14 mai 2019, Square Enix annonce avoir franchi le cap des 4 millions d'exemplaires vendus. Le 30 mars 2020, Yoko Taro annonce avoir vendu 4,5 millions d'exemplaires
Lors du Tokyo Game Show 2020, Takahisa Taura annonce le 24 septembre 2020 que le jeu s'est écoulé à plus de 4,85 millions d'exemplaires.
En décembre 2020, le jeu s'est écoulé à 5 millions d'exemplaires.
En juin 2021, le jeu s'est écoulé à 6 millions d'exemplaires.
En avril 2023, le jeu s'est écoulé à 7,5 millions d'exemplaires.
Le 22 février 2024, Square Enix annonce sur Twitter avoir vendu 8 millions d'unités de NieR Automata.
Le 27 décembre 2024, le jeu franchit la barre des 9 millions d'exemplaires vendus.

## Adaptations
Plusieurs romans fondés sur l'univers de Nier: Automata sont écrits par Yoko Taro et Jun Eishima.
Une adaptation en manga de la pièce de théâtre YoRHa, intitulé YoRHa Shinjuwan Takashika Sakusen Kiroku, dessiné par Megumu Soramichi sous la supervision de Yoko Taro, est publiée depuis fin 2020 par Square Enix+.
Une adaptation en anime est annoncée en février 2022. Intitulée NieR:Automata Ver1.1a, elle est réalisée par Ryouji Masuyama au sein du studio A-1 Pictures et est diffusée du 7 janvier 2023 au 23 juillet 2023.